# Финал Кубка Англии по футболу 1875
Финал Кубка Англии по футболу 1875 был сыгран на стадионе «Кеннингтон Овал» в Лондоне. После первого матча, закончившегося ничьей 1:1, «Ройал Энджинирс» победил в переигровке «Олд Итонианс» со счётом 2:0.

## Описание турнира
В Кубке Англии сезоне 1874/75 сыграли 29 команд — на одну больше, чем в предыдущем сезоне. Поскольку у одной из команд в первом круге не было соперника, она автоматически вышла во второй раунд, где играли 15 команд. У «Олд Итонианс» не было противника во втором круге (опять же из-за нечётного количества команд), тем самым команда автоматически вышла в четвертьфинал и попала в восьмёрку сильнейших команд.

## Путь к финалу
«Ройал Энджинирс», проигравший два финала в трёх предыдущих розыгрышах Кубка, начал турнир с победы над «Марлоу» со счётом 3:0. В следующем круге «Энджинирс» победил «Кембридж Юниверсити» с ещё большим счётом — 5:0. В четвертьфинале был матч с «Клэпем Роверс», который «инженеры» с трудом выиграли 3:2. В полуфинале было повторение финала прошлого сезона, где «Энджинирс» встретился с «Оксфорд Юниверсити». На этот раз «Энджинирс» одержал победу со счётом 1:0.
«Олд Итонианс» начал свой кубковый путь с матча против «Свифтс», оказавшегося очень непростым. После двух ничьих (0:0, 1:1), «Итонианс» в третьем матче разгромили соперника со счётом 3:0. Во втором раунде у «Итонианс», ввиду нечётного количества команд, не было противника, поэтому они автоматически вышли в четвертьфинал, где был побеждён «Мейденхед» со счётом 1:0. С таким же счётом «Итонианс» обыграл в очень упорном матче «Шропшир Уондерерс».

## Финал

### Обзор
Первый матч был примечателен тем, что он проходил в условиях «штормового ветра». Такие условия были благоприятны для игроков «Олд Итонианс», которым ветер дул в спину почти весь матч (за исключением 10 минут между голами в основное время, и всех 30 минут дополнительного времени (в то время команды менялись воротами после каждого гола — это был последний матч, проведённый по таким правилам). На 37-й минуте Катберт Оттауэй получил серьёзное повреждение лодыжки, из-за чего был вынужден покинуть поле и оставить команду в меньшинстве до конца игры. В его отсутствии «Олд Итонианс» с трудом смог удержать ничью 1:1 и довести ситуацию до переигровки.
Катберт Оттауэй не смог восстановиться к переигровке, проведённой три дня спустя, а «Олд Итонианс» не смог выставить на матч ещё трёх игроков, игравших в первом матче. Команда не смогла найти игрокам равную замену, и, прибыв на стадион на час позже назначенного, «Олд Итонианс» проиграл со счётом 0:2.
Игрок «Ройал Энджинирс» Генри Ренни-Тейлор забил в обоих матчах.

### Составы
| Ройал Энджинирс | 1:1     | Олд Итонианс |
| --------------- | ------- | ------------ |
| Ренни-Тейлор    | (отчёт) | Бонсор       |

| Ройал Энджинирс |  | Олд Итонианс |

| Ройал Энджинирс |                                    |  |
|                 |                                    |  |
| Вр              | Капитан Уильям Мерриман            |  |
| Защ             | Лейтенант Джордж Сим               |  |
| Защ             | Лейтенант Джеральд Онслоу          |  |
| Защ             | Лейтенант Ричард Рак               |  |
| Нап             | Лейтенант Пелам вон Доноп          |  |
| Нап             | Лейтенант Чарльз Вуд               |  |
| Нап             | Лейтенант Херберт Росон            |  |
| Нап             | Лейтенант Уильям Стаффорд          |  |
| Нап             | Капитан Генри Ренни-Тейлор         |  |
| Нап             | Лейтенант Александр Мейн           |  |
| Нап             | Лейтенант Сесил Уингфилд-Стратфорд |  |

| Олд Итонианс |                       |  |
|              |                       |  |
| Вр           | Чарльз Фармер         |  |
| Защ          | Фрэнсис Уилсон        |  |
| Защ          | Альберт Мейси-Томпсон |  |
| Защ          | Эдгар Лаббок          |  |
| Нап          | Роберт Бенсон         |  |
| Нап          | Уильям Кеньон-Слейни  |  |
| Нап          | Фредерик Паттон       |  |
| Нап          | Александер Бонсор     |  |
| Нап          | Катберт Оттауэй       |  |
| Нап          | Артур Киннэрд         |  |
| Нап          | Сэр Джеймс Строндж    |  |

## Переигровка
| Ройал Энджинирс           | 2:0     | Олд Итонианс |
| ------------------------- | ------- | ------------ |
| - Стаффорд - Ренни-Тейлор | (отчёт) |              |

| Ройал Энджинирс |  | Олд Итонианс |

| Олд Итонианс: |                                    |  |
|               |                                    |  |
| Вр            | Капитан Уильям Мерриман            |  |
| Защ           | Лейтенант Джордж Сим               |  |
| Защ           | Лейтенант Джеральд Онслоу          |  |
| Защ           | Лейтенант Ричард Рак               |  |
| Нап           | Лейтенант Пелам вон Доноп          |  |
| Нап           | Лейтенант Чарльз Вуд               |  |
| Нап           | Лейтенант Херберт Росон            |  |
| Нап           | Лейтенант Уильям Стаффорд          |  |
| Нап           | Капитан Генри Ренни-Тейлор         |  |
| Нап           | Лейтенант Сесил Уингфилд-Стратфорд |  |
| Нап           | Лейтенант Александр Мейн           |  |

| Ройал Энджинирс: |                               |  |
|                  |                               |  |
| Вр               | Капитан Эдвард Драммонд-Морей |  |
| Защ              | Мэттью Фаррер                 |  |
| Защ              | Эдгар Лаббок                  |  |
| Защ              | Фрэнсис Уилсон                |  |
| Нап              | Томас Хамонд                  |  |
| Нап              | Альфред Лаббок                |  |
| Нап              | Фредерик Паттон               |  |
| Нап              | Александер Бонсор             |  |
| Нап              | Чарльз Фармер                 |  |
| Нап              | Артур Киннэрд                 |  |
| Нап              | Сэр Джеймс Строндж            |  |